# 半谷恭一
半谷 恭一（はんや きょういち、1932年11月4日 - 2011年2月5日頃）は、日本の元裁判官、元弁護士。茨城県古河市出身で、主に刑事裁判を担当。水戸家庭裁判所長、宇都宮地方裁判所長、東京高等裁判所部総括判事等を歴任し、退官後は公証人・弁護士を務めた。東京地裁部総括時代には、ロッキード事件児玉・小佐野ルートやダグラス・グラマン事件の審理などを担当した。

## 経歴
- 1951年　栃木県立栃木高等学校卒業
- 東京大学法学部卒業
- 1955年　司法修習生
- 1957年　東京地方裁判所判事補
- 1977年　東京地方裁判所部総括判事（財政経済部）
- 1981年6月1日　東京高等裁判所判事（ロッキード事件の審理は引き続き担当[3]）
- 1987年3月8日　水戸家庭裁判所所長
- 1988年12月19日　宇都宮地方裁判所所長
- 1990年5月7日　東京高等裁判所部総括判事
- 1995年3月1日　退官
- 2003年　勲二等瑞宝章を受章[1]
- 2011年2月5日頃　認知症の妻に絞殺され死亡

## 人物
- 父は詩人の半谷三郎である。
- 大学3年次に司法試験に合格した[4]。
- 囲碁が趣味であり、4段の段位を保有している[4]。
- 2011年2月5日頃、認知症の妻に首を絞めて殺害され、死亡した。およそ1年に渡る捜査の末に妻が逮捕されたが、妻は責任能力に問題があるとされ不起訴処分となった。なお、半谷恭一自身も認知症であった[2]。

## 主な判決
東京地裁部総括判事として
- 所得税法違反及び外国為替法違反に問われた児玉誉士夫、議院証言法違反に問われた小佐野賢治、外国為替法違反及び強要罪に問われた大刀川恒夫らの公判において、次の判決や決定を出した（ロッキード事件児玉・小佐野ルート）。
  - 証拠に関する決定
    - 1978年6月29日、銀行支店次長が作成した営業店長日誌について刑事訴訟法323条3号該当性を認めて証拠採用する一方、銀行支店長が作成した個人的当用日記について同号該当性を認めず証拠取調請求を却下する決定をした[5]。この決定は、323条3号該当性の判断手法について客観的な基準を示した点に意義がある[6]。
    - 1979年4月5日、弁護人による証拠開示の申立てを認め、アメリカ合衆国司法省から東京地裁裁判官宛に送付された日記抄本の一部につき弁護人に閲覧機会を付与する決定をした[7]。

  - 判決
    - 1981年11月5日、小佐野に対し、懲役1年の実刑判決を言い渡した。
    - 同日、大刀川に対し、懲役4月・執行猶予2年の判決を言い渡した（ただし強要の点は無罪）。
    - なお、児玉の審理は小泉祐康裁判長に引き継がれたが、1984年1月25日、児玉の死亡により一審判決が出されないまま公訴棄却が決定された[8]。

水戸家裁所長として
- 1988年10月7日、記憶喪失者による就籍許可の申立てについて、二重に戸籍が作成されることになる可能性を許容し、自己申告した氏名による就籍を認める決定をした（就籍許可申立事件）。

東京高裁部総括判事として
- 1992年11月16日、稲村利幸元環境庁長官と仕手集団「光進」とのパイプ役を務め、自らも仕手戦に便乗して得た株式譲渡益を隠し、約8億3000万円を脱税した医師の男に対し、一審判決（懲役2年、罰金2億3000万円）を破棄し、懲役1年8月、罰金2億円を言い渡した。
- 1993年11月29日、三越事件において特別背任罪に問われた元社長の岡田茂に対し、一審判決を破棄し、特別背任の一部を無罪とした上で、改めて懲役3年を言い渡した。また、岡田の愛人でアクセサリー会社社長の竹久みちに対して、同様に一審判決を破棄し、懲役2年6月、罰金6000万円を言い渡した。
- 1994年10月3日、角川書店元社長らのコカイン密輸事件で起訴された同社の元カメラマンについて、懲役2年を言い渡した一審判決を支持し、被告人の控訴を棄却した[9]。